# Liste der Bodendenkmäler in Sonnefeld
Auf dieser Seite sind die Bodendenkmäler in der oberfränkischen Gemeinde Sonnefeld zusammengestellt. Diese Tabelle ist eine Teilliste der Liste der Bodendenkmäler in Bayern. Grundlage ist die Bayerische Denkmalliste, die auf Basis des Bayerischen Denkmalschutzgesetzes vom 1. Oktober 1973 erstmals erstellt wurde und seither durch das Bayerische Landesamt für Denkmalpflege geführt wird. Die folgenden Angaben ersetzen nicht die rechtsverbindliche Auskunft der Denkmalschutzbehörde.

## Bodendenkmäler der Gemeinde Sonnefeld

### Bodendenkmäler in der Gemarkung Gestungshausen
| Lage                      | Objekt | Akten-Nr.     | Bild |
| ------------------------- | --- | ------------- | ---- |
| Gestungshausen (Standort) | Freilandstation des Spätpaläolithikums und des Mesolithikums sowie Höhensiedlung des Jung- bis Endneolithikums.                                                           | D-4-5733-0044 |      |
| Gestungshausen (Standort) | Siedlung des Jung- bis Endneolithikums. | D-4-5733-0048 |      |
| Gestungshausen (Standort) | Mittelalterlicher Turmhügel. | D-4-5733-0049 |      |
| Gestungshausen (Standort) | Vorgängerbau sowie Befunde des Mittelalters und der Neuzeit im Bereich der Evangelisch-Lutherischen Pfarrkirche St. Matthäus von Gestungshausen mit befestigtem Kirchhof. | D-4-5733-0166 |      |

### Bodendenkmäler in der Gemarkung Hassenberg
| Lage                  | Objekt | Akten-Nr.     | Bild |
| --------------------- | --- | ------------- | ---- |
| Hassenberg (Standort) | Künstliche Insel mit Bebauung der frühen Neuzeit im abgegangenen Großen Teich, vermutlich zu Schloss Hassenberg gehörend. | D-4-5733-0071 |      |
| Hassenberg (Standort) | Archäologische Befunde im Bereich der frühneuzeitlichen Evangelisch-Lutherischen Pfarrkirche von Hassenberg.              | D-4-5733-0167 |      |
| Hassenberg (Standort) | Vorgängerbauten sowie Befunde des Mittelalters und der frühen Neuzeit im Bereich von Schloss Hassenberg.                  | D-4-5733-0168 |      |

### Bodendenkmäler in der Gemarkung Kleingarnstadt
| Lage                      | Objekt                     | Akten-Nr.     | Bild |
| ------------------------- | -------------------------- | ------------- | ---- |
| Kleingarnstadt (Standort) | Siedlung des Neolithikums. | D-4-5732-0059 |      |

### Bodendenkmäler in der Gemarkung Mittelwasungen
| Lage                      | Objekt                                    | Akten-Nr.     | Bild |
| ------------------------- | ----------------------------------------- | ------------- | ---- |
| Mittelwasungen (Standort) | Siedlung vorgeschichtlicher Zeitstellung. | D-4-5732-0072 |      |

### Bodendenkmäler in der Gemarkung Mödlitz
| Lage               | Objekt | Akten-Nr.     | Bild |
| ------------------ | --- | ------------- | ---- |
| Mödlitz (Standort) | Freilandstation des Spätpaläolithikums und des Mesolithikums sowie Siedlung des Jung- bis Endneolithikums. | D-4-5733-0045 |      |

### Bodendenkmäler in der Gemarkung Neuses a.Brand
| Lage                      | Objekt                                                           | Akten-Nr.     | Bild |
| ------------------------- | ---------------------------------------------------------------- | ------------- | ---- |
| Neuses a.Brand (Standort) | Freilandstation des Mesolithikums und Siedlung des Neolithikums. | D-4-5732-0023 |      |
| Neuses a.Brand (Standort) | Siedlung des Neolithikums.                                       | D-4-5733-0041 |      |
| Neuses a.Brand (Standort) | Freilandstation des Mesolithikums.                               | D-4-5733-0042 |      |

### Bodendenkmäler in der Gemarkung Oberwasungen
| Lage                    | Objekt                                  | Akten-Nr.     | Bild |
| ----------------------- | --------------------------------------- | ------------- | ---- |
| Oberwasungen (Standort) | Siedlung der Linearbandkeramik.         | D-4-5732-0060 |      |
| Oberwasungen (Standort) | Siedlung des Jung- bis Endneolithikums. | D-4-5732-0103 |      |

### Bodendenkmäler in der Gemarkung Sonnefeld
| Lage                 | Objekt | Akten-Nr.     | Bild |
| -------------------- | --- | ------------- | ---- |
| Sonnefeld (Standort) | Wüstung des späten Mittelalters. | D-4-5732-0053 |      |
| Sonnefeld (Standort) | Vorgängerbauten sowie Befunde des Mittelalters und der frühen Neuzeit im Bereich der Evangelisch-Lutherischen Pfarrkirche St. Maria von Sonnefeld und des ehemaligen Zisterzienserinnenklosters. | D-4-5732-0101 |      |
| Sonnefeld (Standort) | Vorgängerbau sowie Befunde des Mittelalters und der frühen Neuzeit im Bereich der Evangelisch-Lutherischen Friedhofskirche St. Moritz von Sonnefeld.                                             | D-4-5732-0102 |      |

### Bodendenkmäler in der Gemarkung Weischau
| Lage                | Objekt                                                                                       | Akten-Nr.     | Bild |
| ------------------- | -------------------------------------------------------------------------------------------- | ------------- | ---- |
| Weischau (Standort) | Siedlung der Bronzezeit und Bestattungsplatz mit Grabhügeln vorgeschichtlicher Zeitstellung. | D-4-5733-0038 |      |

### Bodendenkmäler in der Gemarkung Zedersdorf
| Lage                  | Objekt                                                                      | Akten-Nr.     | Bild |
| --------------------- | --------------------------------------------------------------------------- | ------------- | ---- |
| Zedersdorf (Standort) | Bestattungsplatz mit verebneten Grabhügeln vorgeschichtlicher Zeitstellung. | D-4-5732-0017 |      |
| Zedersdorf (Standort) | Brandgräberfeld vermutlich der frühen Latènezeit.                           | D-4-5732-0018 |      |
| Zedersdorf (Standort) | Wüstung des späten Mittelalters.                                            | D-4-5732-0055 |      |
| Zedersdorf (Standort) | Siedlung der Linearbandkeramik.                                             | D-4-5732-0062 |      |
| Zedersdorf (Standort) | Siedlung der Linearbandkeramik.                                             | D-4-5732-0067 |      |
| Zedersdorf (Standort) | Siedlung der Linearbandkeramik.                                             | D-4-5732-0068 |      |